# 2583 Fatyanov
2583 Fatyanov este un asteroid din centura principală, descoperit pe 3 decembrie 1975 de Tamara Smirnova.